# Teoría de la intitulación
La teoría de la intitulación o de los títulos (del inglés: Entitlement Theory) es una teoría de la propiedad privada creada por Robert Nozick en su libro Anarquía, Estado y Utopía. Esta teoría corresponde a un intento de este autor de describir la "justicia en la posesión".
Esta teoría está compuesta por tres principios:
1. El principio de justicia en la adquisición, cualquiera que se apropie de un objeto previamente no poseído, se convertirá en el legítimo propietario de tal objeto.
2. El principio de justicia en la transferencia, que examina cómo puede una persona adquirir justamente la posesión de ciertos bienes, ya sea por un intercambio voluntario o por donaciones.
3. El principio de rectificación de la injusticias, que, como su nombre lo indica, pretende establecer rectificaciones en torno a la adquisición de pertenencias por medios no sancionados por los dos principios anteriores. Para ello, este principio utiliza información histórica acerca de las situaciones previas y de las injusticias cometidas en ellas, e información actual sobre el curso de eventos que surgieron de estas injusticias.

Nozick considera que si el mundo fuera absolutamente justo, sólo los dos principios serían necesitados y la siguiente definición inductiva cubriría exhaustivamente el tema de la justicia en las posesiones:
1. Una persona que adquiere un bien de acuerdo al principio de justicia en la adquisición, tiene un título o derecho sobre ese bien.
2. Una persona que adquiere un bien conforme al principio de justicia en la transferencia, de alguien que tiene derecho a poseerlo, tiene a su vez derecho a esa pertenencia.
3. Nadie tiene derecho o título sobre una pertenencia o bien, excepto por la aplicación reiterada de los principios 1 y 2.

## Origen de la teoría
La teoría de la intitulación está basada en las ideas de John Locke. Conforme a la teoría de Robert Nozick, la gente es representada como un fin en sí mismos e iguales entre sí, tal como Kant lo señaló, aunque la gente diferente pueda poseer (i.e., tener un título a) las cantidades diferentes de propiedad. Las ideas de Nozick crean un fuerte sistema de propiedad privada y una economía de libre mercado. La única transacción justa es la que se hace voluntariamente. De esta manera, que cualquier persona pague impuestos sería inmoral, porque el estado adquiere el dinero por la fuerza en vez de por una transacción voluntaria.